# Ixodes sculptus
Ixodes sculptus är en fästingart som beskrevs av Neumann 1904. Ixodes sculptus ingår i släktet Ixodes och familjen hårda fästingar. Inga underarter finns listade i Catalogue of Life.